# Le Grand Journal
 (décembre 2022).
- Si vous ne connaissez pas le sujet, laissez ce bandeau (vous pouvez alors contacter les auteurs).
- Si vous supprimez le contenu mis en cause (vous pouvez préalablement contacter les auteurs),

argumentez précisément cette suppression dans la page de discussion
(un manque de référence n'est pas un argument ; une recherche réelle de référence doit avoir été effectuée, être formellement documentée).
Pour les articles homonymes, voir Le Grand Journal (homonymie).
Ne doit pas être confondu avec Le Gros Journal.
Le Grand Journal (LGJ) est une émission de télévision française de divertissement et d'actualités diffusée du 30 août 2004 au 3 mars 2017 sur la chaîne Canal+ en clair.
L'émission est diffusée en France du lundi au vendredi en access prime-time et en direct, sauf le vendredi où l'émission est enregistrée; elle est aussi diffusée en simultané en Belgique et au Luxembourg sur Be 1.

## Historique
Créé en 2004 par Michel Denisot avec le producteur-réalisateur Renaud Le Van Kim et le producteur Laurent Bon, Le Grand Journal est à son origine composé d'un seul bloc diffusé de 19 h 5 à 19 h 55, principalement en direct sauf le vendredi. L'émission, présentée par Michel Denisot épaulé par plusieurs chroniqueurs et intervenants récurrents, est dans la continuité de Nulle part ailleurs, le programme emblématique de la chaîne de 1987 à 2001.

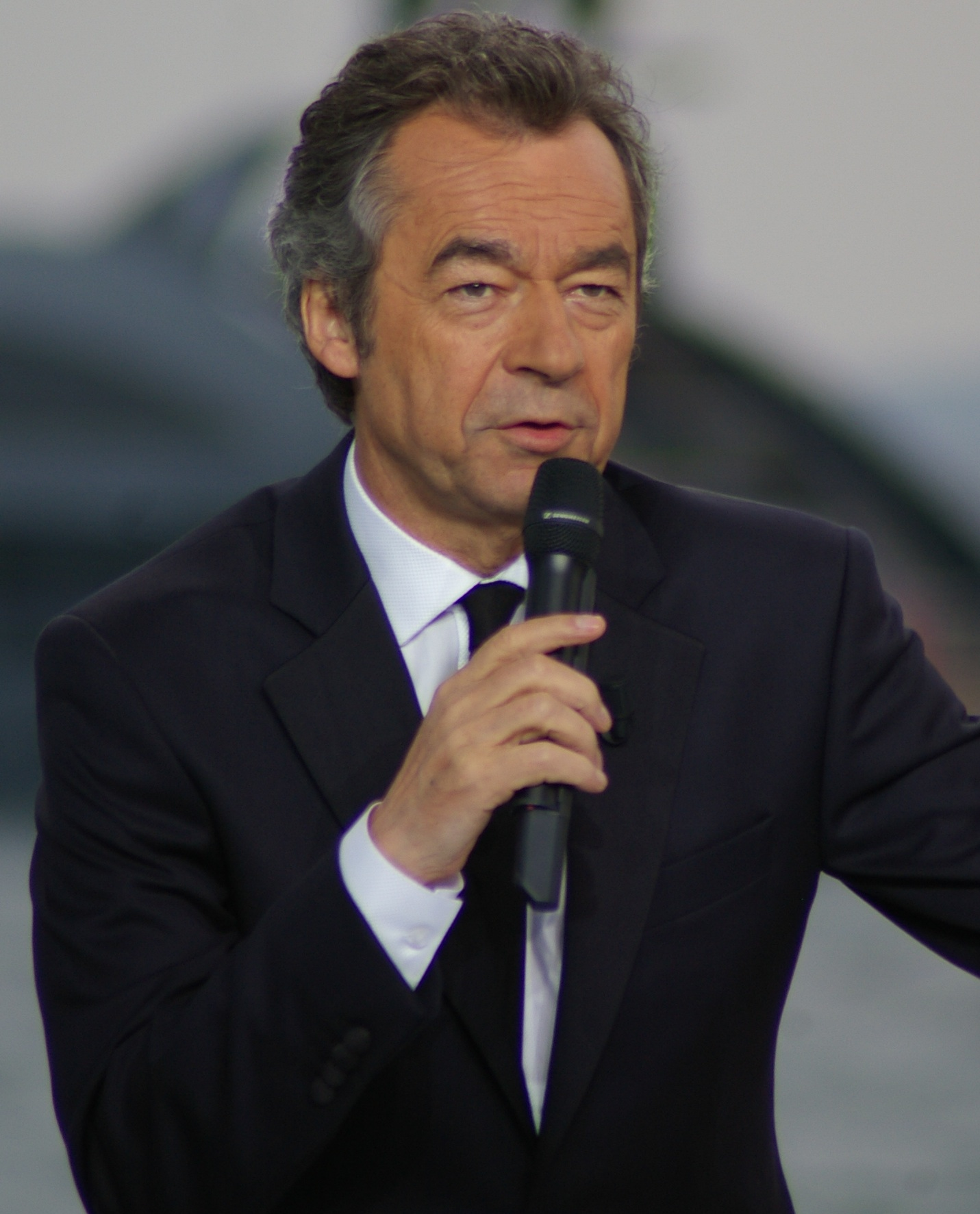
Michel Denisot à la présentation du Grand journal à Cannes en 2010.

Bénéficiant de la progression d'audience de toutes les plages en clair de Canal+, en parallèle avec l'extension de la télévision numérique terrestre qui permet à de nouveaux foyers de capter la chaîne, l'émission reprend la case horaire initialement dévolue à 20 h 10 pétantes, à la rentrée 2005 ; dès lors, l'émission de Stéphane Bern n'est plus diffusée que le vendredi et le samedi, sous le nom de Vendredi pétantes et Samedi pétantes. La seconde partie du Grand journal est alors intitulée « Le Grand Journal, la suite » et est diffusée de 20 h 10 à 20 h 40. À partir de septembre 2011, La Suite est diffusée de 20 h 30 à 20 h 55.
L'émission devient au fil des saisons un rendez-vous incontournable du petit écran, avec les célébrités et les personnalités politiques du moment en vedette. À son apogée, l'émission compte en moyenne environ 1,5 million de téléspectateurs, avec des parts de marché dépassant les 7 %. Lors de l'élection présidentielle de 2007, les principaux candidats deviennent « rédacteurs en chef » du programme. L'émission, du fait de son succès, révèle et propulse également certains de ses intervenants, comme Frédérique Bel, alias Dorothy Doll dans la Minute blonde, Omar Sy et Fred Testot avec leur SAV, Thomas N'Gijol, Kyan Khojandi avec Bref., Yann Barthès avec Le Petit Journal, ainsi que les présentatrices météo de l'émission, comme Charlotte Le Bon ou Louise Bourgoin,.
Durant la saison 9, La Suite est coprésentée par Michel Denisot et Daphné Bürki. L'émission accuse dès lors une perte d'audience atteignant -13 % par rapport à l'année précédente, principalement en raison de la concurrence des rendez-vous des autres chaînes, comme C à vous sur France 5, Vous êtes en direct sur NRJ 12 et Touche pas à mon poste ! sur D8, chaîne rachetée par Canal+ et dont l'émission concurrence de manière frontale celle de la maison mère, affaiblissant « sa propre mine d'or ».
À la rentrée de septembre 2013, Michel Denisot est remplacé par Antoine de Caunes, ce qui avait été prévu en juin,. Ancien animateur sur Canal+ entre 1987 et 1995, celui-ci a contribué au succès de l'émission Nulle part ailleurs, puis à la présentation de la cérémonie des César du cinéma sur la même chaîne. L'émission perd des téléspectateurs ainsi que son originalité, finissant par « être noyé[e] par la concurrence ». Antoine de Caunes présente l'émission pendant deux saisons. L'arrivée de Maxime Saada comme directeur général du groupe Canal+ cause le départ de Renaud Le Van Kim et de sa société de production KM Prod  ainsi que celui d'Antoine de Caunes ; un coût de production trop élevé et des audiences en baisse sont évoqués,.

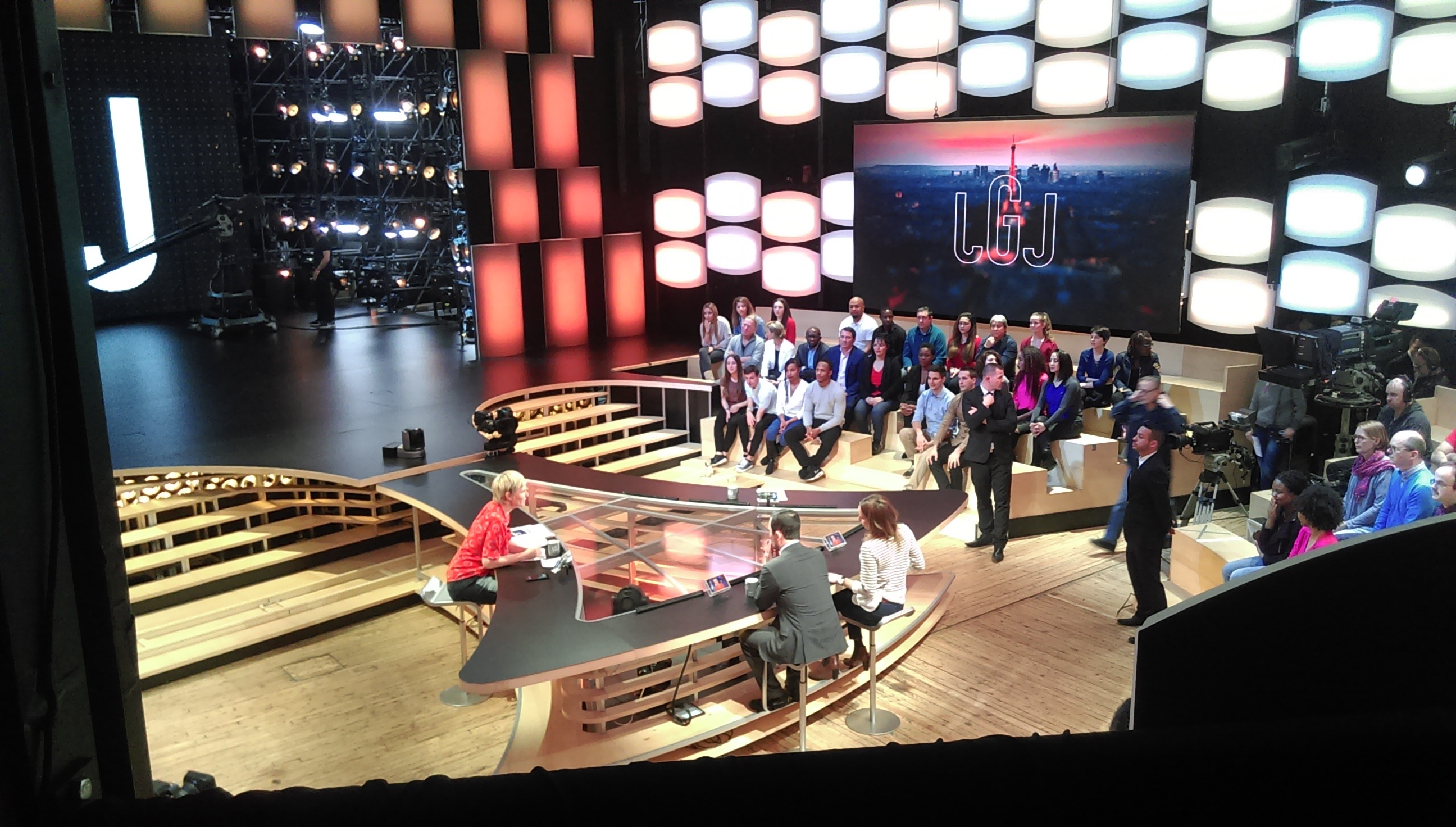
Plateau du Grand journal en 2016 avec Maïtena Biraben (plateau B, Canal Factory).

Pour la saison 2015-2016, c'est Maïtena Biraben qui assure la présentation de l'émission. La production de l'émission change également, dorénavant assurée par Flab Prod, propriété (comme Canal+) de Vivendi. Cependant, avec des audiences très décevantes (l'émission n'arrivera jamais à attirer 1 million de téléspectateurs, passant même sous la barre des 500 000), et fragilisée par des polémiques et une « ligne éditoriale (...) floue », l'animatrice est remplacée à l'issue de la saison, à la suite de tensions avec les dirigeants.
À partir de septembre 2016, c'est Victor Robert qui prend le relais. D'abord diffusé en mi-crypté (pour « valoriser le crypté et pousser à l'abonnement »), Le Grand journal reprend rapidement sa programmation habituelle, avec deux parties entre 19 h 10 et 20 h 10. Mais les audiences sont encore plus faibles que la saison précédente, et baissent à un niveau jamais vu auparavant ; l'émission réunit environ 100 000 téléspectateurs en moyenne seulement. Du fait des audiences catastrophiques (par ex. le lundi 6 février, seulement 74 000 téléspectateurs suivent le programme), la presse se fait l’écho au début de février 2017 que l'émission pourrait s'arrêter en mars ou en avril, après 13 ans de diffusion, et que les dirigeants de Canal+ seraient déjà en train de travailler au successeur de l'émission,,. À la même période, une source au sein de l’équipe rédactionnelle de l'émission confie à Télérama qu'ils tentent « une opération de la dernière chance, avec une version allégée, mais cela permettra juste de s’assurer quelques semaines de répit ».
Le 13 février 2017, Canal + annonce officiellement l'arrêt de l'émission au vendredi 3 mars de la même année, suivi de deux semaines de rediffusions jusqu'au 17 mars. Dans un communiqué, celle-ci indique vouloir poursuivre « sa volonté de renforcer son offre abonnés », et proposer « désormais une case supplémentaire de cinéma de 17 h 40 à 19 h 30 » ; elle ajoute que les « programmes en clair débuteront désormais à 19 h 30 autour des émissions identitaires de Canal + : Le Journal du Cinéma, Le Gros Journal, Le Petit Journal, Catherine et Liliane et Les Guignols ». Cette nouvelle grille sera effective à partir du 20 mars.

## Formule éditoriale

### Émission quotidienne
Michel Denisot et son équipe interrogent deux ou trois invités qui font l'actualité, alternant séquences, entretiens, informations et sujets légers. Dans sa forme et son fond, l'émission rappelle Nulle part ailleurs et ses chroniques. Jusqu'à quatre animateurs peuvent intervenir simultanément. Le Grand Journal traite régulièrement de sujets et de personnalités politiques ; ce mélange de politique et de divertissement, les aspects promotionnels sont parfois critiqués par certains organes de presse,,,.
Le Grand Journal applique à la lettre la loi électorale en accordant un temps de parole identique à chacun des candidats aux élections présidentielles, sans faire de distinctions entre partis politiques, « grands » ou « petits ».[réf. souhaitée]
Le Grand Journal (sauf pour sa version spéciale au Festival de Cannes) coûte 2,4 millions d'euros par mois à Canal+, soit 120 000 euros l'émission.

### Le Grand Journalau festival de Cannes
Comme son aînée Nulle part ailleurs, l'émission se déplace chaque année à Cannes de 2005 à 2015, à l'occasion du festival du cinéma. Le plateau est installé sur la plage de l'hôtel Martinez (sauf en 2005 où il est sur la plage du Noga Hilton). L'émission est alors renommée Le Grand Journal de Cannes pour la première partie et Le Grand Journal du Festival pour la deuxième.
Les Guignols font également le déplacement mais sont sur un plateau distinct.
Le 17 mai 2013, lors de la 66e édition du festival, alors que Le Grand Journal de Cannes reçoit les membres du jury Daniel Auteuil et Christoph Waltz, un homme, armé d'une grenade factice, tire deux coups de feu à blanc et provoque un mouvement de panique sur le plateau et l'émission s'interrompt. En juin, Michel Denisot (présentateur de 2004 à 2013) lie l'incident à son départ du Grand Journal.
En 2016, Le Grand journal cesse sa participation au Festival, Vincent Bolloré invoquant « la réduction des coûts ».
Par la suite, aucune émission ne prend le relais pour couvrir l'événement. Depuis 2023 c'est l'émission C à vous de France 5 qui déménage à Cannes durant le festival, avec  un plateau en extérieur, similaire à celui du Grand Journal à son époque.

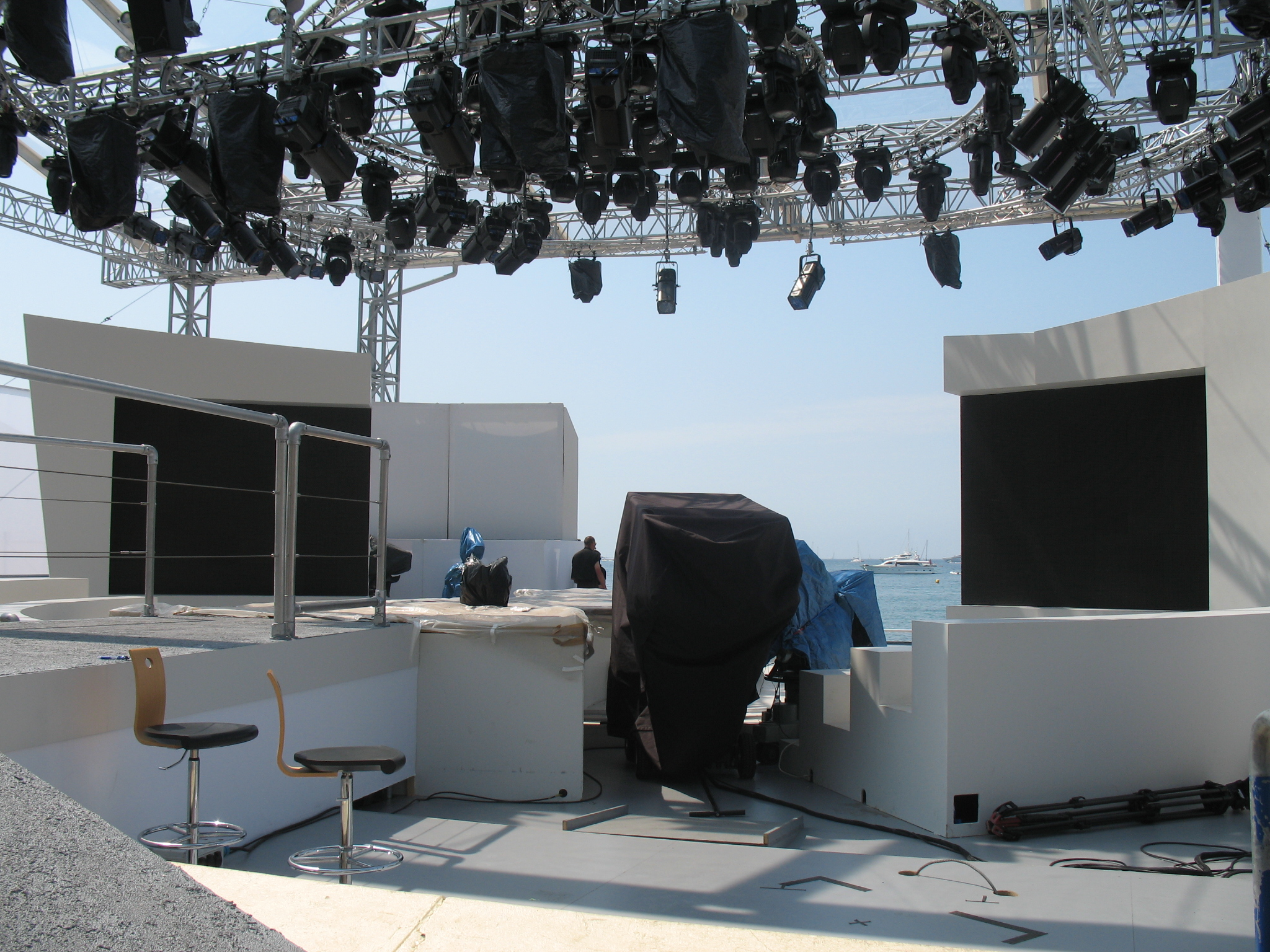
Plateau de l'émission en 2007.
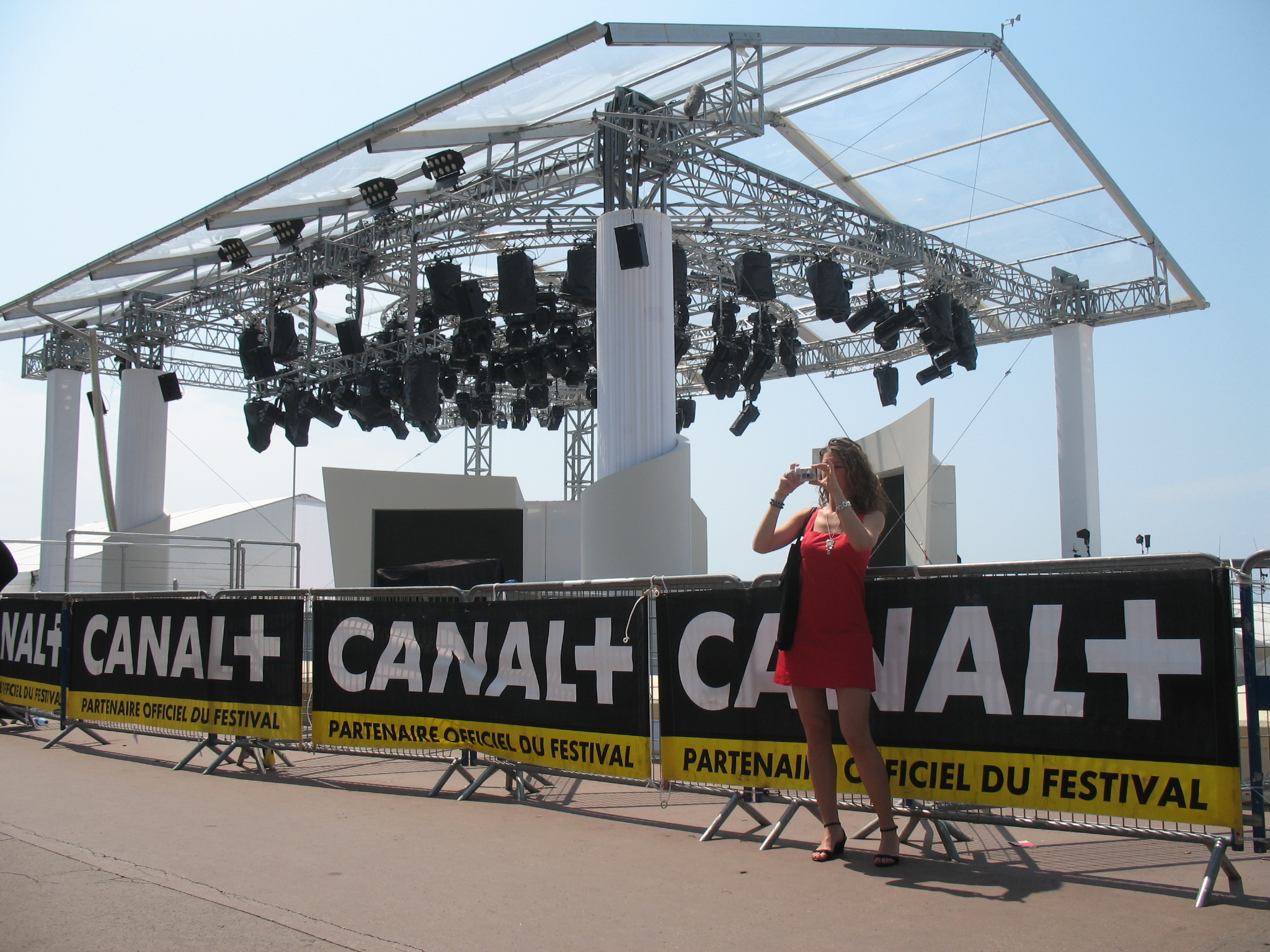
Le plateau vu de la Croisette.
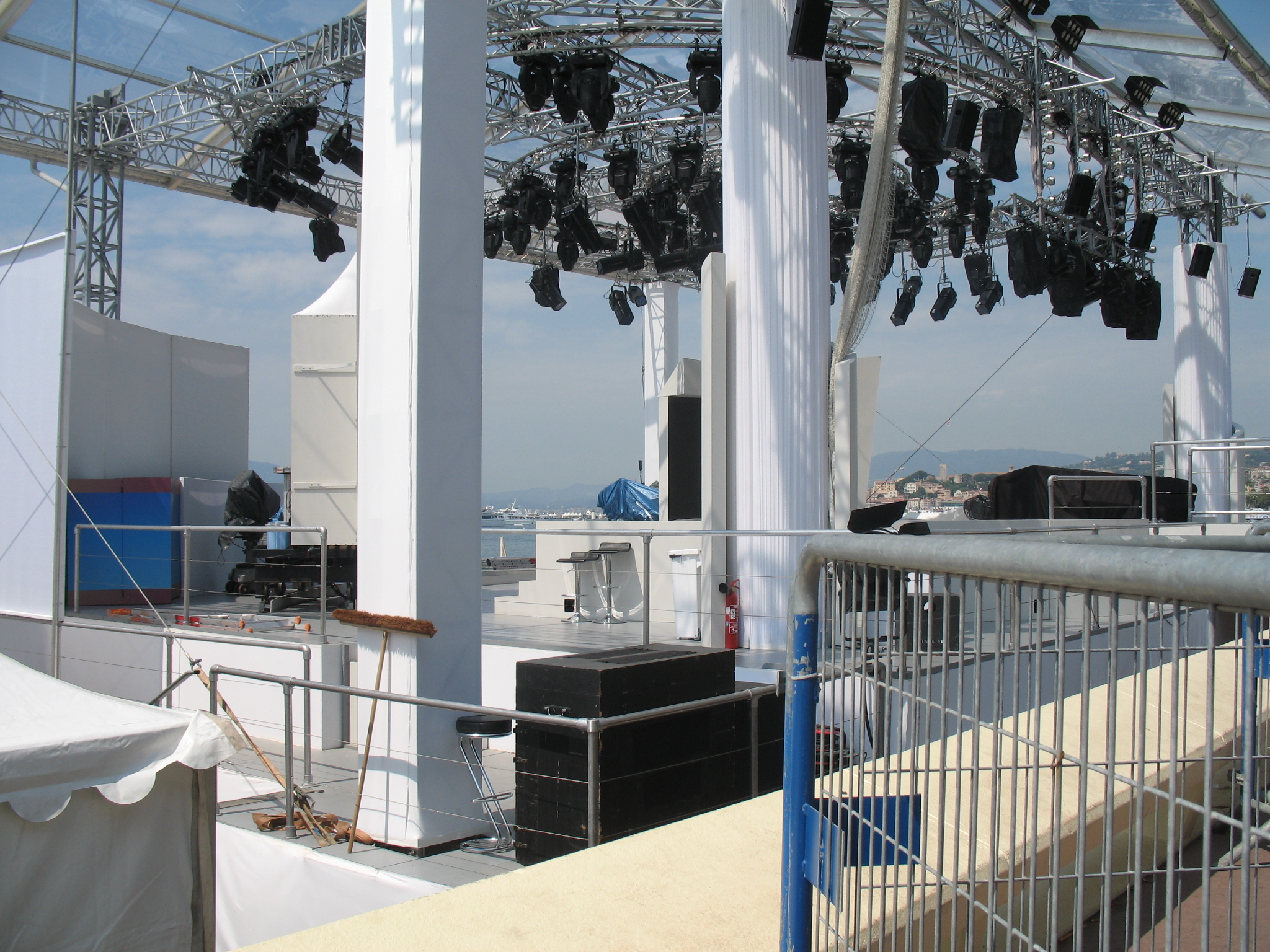
Comptoir des Guignols de l'info à gauche de la photo.

## Identité visuelle (logo)

Logo de septembre 2004 à juin 2007 (saisons 1 à 3)
Logo de septembre 2007 à juillet 2013 (saisons 4 à 9)
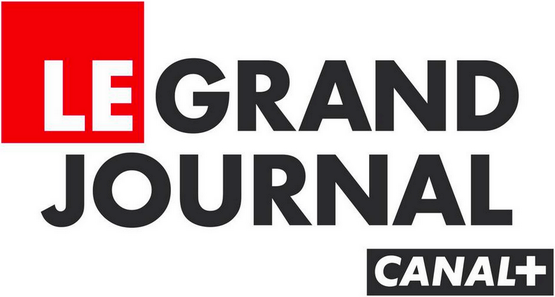
Logo de septembre 2013 à juillet 2014 (saison 10)
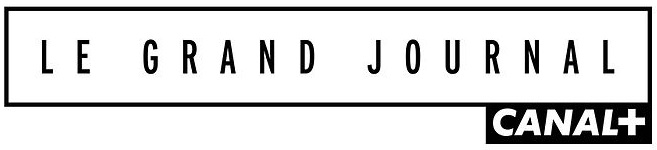
Logo d'août 2014 à juin 2015 (saison 11)
Logo de septembre 2015 à mars 2017 (saisons 12 et 13)

## Habillage sonore
Au commencement du Grand Journal en 2004, la musique du générique est inspirée du titre Superstition composé et interprété par Stevie Wonder. Générique musical des trois premières saisons, il est remixé pour la saison 4 par le groupe Justice.
À partir de la saison 7 (2010-2011), la musique du générique est signée Two Door Cinema Club. En complément, un titre musical, changé chaque semaine, vient habiller les coming-next entre les coupures de publicité.
À partir de septembre 2015, c'est Window To The Sky de Kim Churchill qui est utilisé pour le générique, jusqu'à la fin du programme en 2017.

## Équipe

### Saison 1 (2004-2005)
du lundi au vendredi de 18 h 50 à 19 h 55

### Saison 2 (2005-2006)
du lundi au jeudi de 19 h 10 à 19 h 50 et « la suite » de 20 h 10 à 20 h 50

### Saison 3 (2006-2007)
du lundi au vendredi de 19 h 10 à 19 h 50 et « la suite » de 20 h 10 à 20 h 50

### Saison 4 (2007-2008)
du lundi au vendredi de 19 h 10 à 19 h 50 et « la suite » de 20 h 10 à 20 h 50

### Saison 5 (2008-2009)
du lundi au vendredi de 19 h 05 à 19 h 50 et « la suite » de 20 h 10 à 20 h 45

### Saison 6 (2009-2010)
du lundi au vendredi de 19 h 05 à 19 h 50 et « la suite » de 20 h 8 à 20 h 45

### Saison 7 (2010-2011)
du lundi au vendredi de 19 h 05 à 19 h 50 et « la suite » de 20 h 10 à 20 h 45

### Saison 8 (2011-2012)
du lundi au vendredi de 19 h 10 à 20 h 5 et « la suite » de 20 h 30 à 20 h 55

### Saison 9 (2012-2013)
du lundi au vendredi de 19 h 10 à 20 h 5 et « la suite » de 20 h 30 à 20 h 55

### Saison 10 (2013-2014)
du lundi au vendredi de 19 h 10 à 20 h 25
Cette saison inaugure l'arrivée d'un nouveau présentateur, Antoine de Caunes, qui prend la suite de Michel Denisot. L'animatrice Maïtena Biraben devient le « joker » d'Antoine de Caunes lors de ses absences.
Autres
En septembre 2013, l'émission Le Before du Grand Journal de Thomas Thouroude est créée ; elle est diffusée juste avant Le Grand Journal à 18 h 5.

### Saison 11 (2014-2015)
du lundi du vendredi de 19 h 5 à 20 h 20

### Saison 12 (2015-2016)
du lundi au vendredi de 18 h 50 à 20 h[réf. nécessaire]
Lors du changement de la direction de Canal+ en 2015, Le Grand Journal opère un changement de présentateur, Maïtena Biraben remplaçant Antoine de Caunes à la rentrée de septembre 2015.
Le plateau est repensé dans sa forme et dans son fond. Des modifications importantes sur l'équipe de chroniqueurs sont aussi apportées ; l'ancienne équipe disparaît et une nouvelle équipe, plus resserrée, est mise en place.

### Saison 13 (2016-2017)
du lundi au vendredi, en clair de 19 h 10 à 20 h 10
Cette saison, c'est Victor Robert, qui présente Le Grand Journal, une nouvelle fois repensé avec une nouvelle équipe de chroniqueurs. À la différence de la saison précédente, Les Guignols sont intégrés dans Le Grand Journal, comme à l'origine.
- Les Guignols : nouvelle version présentée par la marionnette de Monsieur Sylvestre qui assurera le passage crypté/clair et sera diffusée à 19 h 50.

Depuis les studios de la SFP de Boulogne dans la nouvelle Canal Factory, toutes les émissions de Canal+ seront tournées depuis un seul et même plateau qui accueillera près de 30 émissions.
Deux semaines après son lancement, l'émission a perdu plus de la moitié de ses spectateurs, Les Inrocks notant que, à l'instar du Petit Journal, Le Grand Journal de l'ère Bolloré ne séduit pas, « les spectateurs en deuil, [ayant] arrêté de visionner les programmes autrefois mythiques de la chaîne ». Le 13 février 2017, la chaîne annonce officiellement l'arrêt de l'émission au 3 mars de la même année.

## Séquences
- Si vous ne connaissez pas le sujet, laissez ce bandeau (vous pouvez alors contacter les auteurs).
- Si vous supprimez le contenu mis en cause (vous pouvez préalablement contacter les auteurs),

argumentez précisément cette suppression dans la page de discussion
(un manque de référence n'est pas un argument ; une recherche réelle de référence doit avoir été effectuée, être formellement documentée).

### Saison 2016-2017
- Le JT des JT de Christophe Tison
- Les Guignols, à 19 h 35
- Le Zapping
- la météo d'Ornella Fleury
- Les bonnes nouvelles de Lamine, de Lamine Lezghad
- Super Bien de Marc Dérian
- Mash Up de Jordy & Martin
- CanalBus d’Action Discrète
- Addict d’Axelle Laffont

### Saison 2015-2016
Quotidiennement :
- Le JT de Victor Robert
- Super Bien de Marc Dérian
- Mash Up de Jordy & Martin
- Le Zapping
- Les Guignols, avec un sketch présenté à 19 h 50

Occasionnellement :
- Le point Augustin (Augustin Trapenard présente un livre)

### Saison 2013-2014
- Le monologue d'Antoine de Caunes - Chaque soir, Antoine De Caunes commence l'émission par un billet d'humeur. Cette séquence est quotidienne, cependant le 28 octobre 2013, José Garcia ayant pris l'antenne en lieu et place de son camarade, le monologue avait été remplacé par une séquence humoristique des deux amis.
- La question « Les yeux dans les yeux » - Chaque soir, Jean-Michel Aphatie pose une question aux invités politiques les yeux dans les yeux.
- Karim a dit - Chaque soir, Karim Rissouli effectue une chronique politique dans Le Grand Journal.
- La chronique d'Augustin Trapenard - Chaque soir, Augustin Trapenard effectue une chronique littéraire parfois deux.
- La météo de Doria Tillier - Du lundi au jeudi, Doria Tillier effectue une météo humoristique. Le vendredi, elle était, jusqu'au 6 décembre 2013, remplacée par une personnalité. Ainsi Tony Saint-Laurent ; Stéphane De Groodt ; Philippe Gildas ; Alessandra Sublet ; Thomas VDB ; Baptiste Lecaplain ; Frédéric Beigbeder ou encore Helena Noguerra se sont succédé à la présentation de la météo. Depuis le 13 décembre 2013, la météo est présentée chaque vendredi par le chroniqueur humoriste Sébastien Thoen.
- Le Zapping - Résumé de l'actualité des dernières 24h. Diffusé chaque jour aux environs de 19h40.
- Les Tutos de Jérôme Niel - Séquence humoristique diffusée chaque vendredi.
- Pendant ce temps - Séquence humoristique diffusée du lundi au jeudi. Cette séquence a été diffusée dans Le Grand Journal du 27 août 2013 au 13 janvier 2014.
- Connasse - Séquence humoristique de Camille Cottin filmée en caméra cachée. Diffusée du lundi au jeudi à partir du 13 janvier 2014. Séquence précédemment diffusée dans l'émission Le Before du Grand Journal.
- La Battle - Depuis le 20 décembre 2013, Antoine de Caunes et Augustin Trapenard se livrent chaque vendredi à une battle de livres. Ils effectuent ainsi chacun leur tour une chronique littéraire sous forme de battle, le but étant évidemment de convaincre le plus possible.
- Les gagnants et les perdants de la semaine - Régulièrement, Antoine de Caunes élit les gagnants et les perdants de la semaine, soit ceux qui ont fait l'actualité de la semaine et qui plaisaient le plus à Antoine et ceux qui lui plaisent le moins.
- La Boîte à questions

### Saison 2012-2013
- Séquences diffusées durant Le Grand Journal (première partie) :
  - Le Crash test de Damien Cabrespines (du lundi au jeudi)
  - Le Petit Mot de Bruno Donnet (tous les jours)
  - La chronique politique de Jean-Michel Aphatie (du lundi au jeudi)
  - Chez Mouloud de Mouloud Achour (tous les jours)
  - Le Palmarès de l'info de Jean-Michel Aphatie (le vendredi)
  - L'actu sur le net de Vincent Glad (du lundi au jeudi)
  - Le Zapping (tous les jours)
  - La météo de Doria Tillier (tous les jours)
  - Les Guignols de l'info, par la marionnette de Patrick Poivre d'Arvor (tous les jours)
- Séquence intermédiaire :
  - Le Petit Journal de Yann Barthès
- Séquences diffusées durant Le Grand Journal, La Suite (seconde partie) :
  - Le conseil du soir de Daphné Bürki (tous les jours, début de la saison)
  - La Question de la fin, puis Shitcom par le collectif 10MinutesÀPerdre (du lundi au jeudi, début de la saison, puis vendredi, fin 2012)
  - Sophie et Sophie, mini-série jouée par Alice Belaïdi et Clémence Faure (régulièrement)
  - La Boîte à questions (régulièrement) (le bruit du buzzer est tirée de la chanson Alphabet St. de Prince)
  - Le Crash test Cinéma de Damien Cabrespines (le vendredi)

### Anciennes séquences
- Le Service après-vente des émissions avec Omar Sy et Fred Testot (de 2005 à 2012)
- Bref avec Kyan Khojandi (de 2011 à 2012)
- Sans Prétention de Louise Bourgoin (2008-?)
- Le Dating de Max Boublil (septembre 2007)
- La minute blonde de Frédérique Bel (jusqu'en 2006)
- Quatre personnages en 3D, clones de Marc-Olivier Fogiel, Christophe Dechavanne, Thierry Ardisson et Mireille Dumas[44] (2004-2005)
- Le Top 5 de Thomas N'Gijol (régulièrement)
- Les Bonus de Guillaume par Guillaume Gallienne (régulièrement)
- La Petite question de Bruno Donnet (régulièrement)
- L'anniversaire par La Bande à Fifi

Séquences météo :
- Arnaud Tsamere (de 2005 à 2006)
- Louise Bourgoin (de 2006 à 2008)
- Pauline Lefèvre (de 2008 à 2010)
- Charlotte Le Bon (de 2010 à 2011)
- Solweig Rediger-Lizlow (de 2011 à 2012)
- Doria Tillier (de 2012 à 2014)
- Raphaëlle Dupire (4 semaines à la rentrée 2014)
- Monsieur Poulpe et Alison Wheeler (de 2014 à 2015)

Photos des Miss Météo du Grand Journal
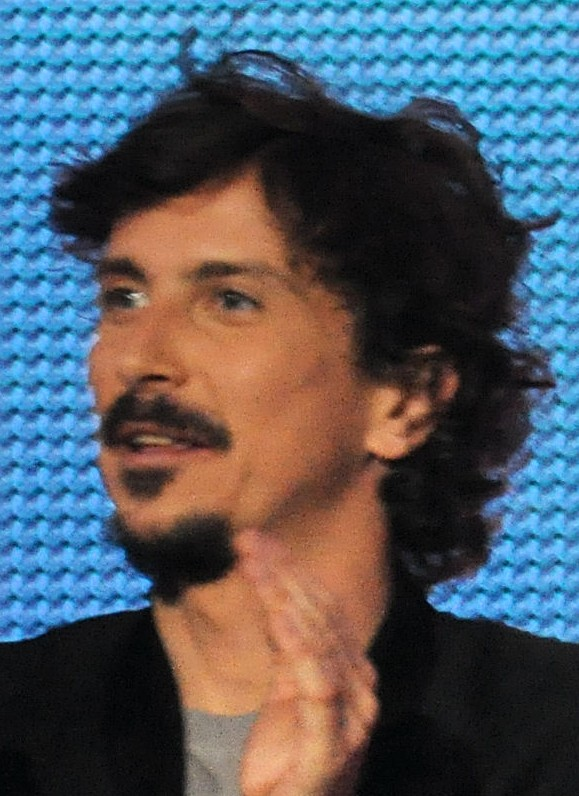
Arnaud Tsamere (2005-2006)
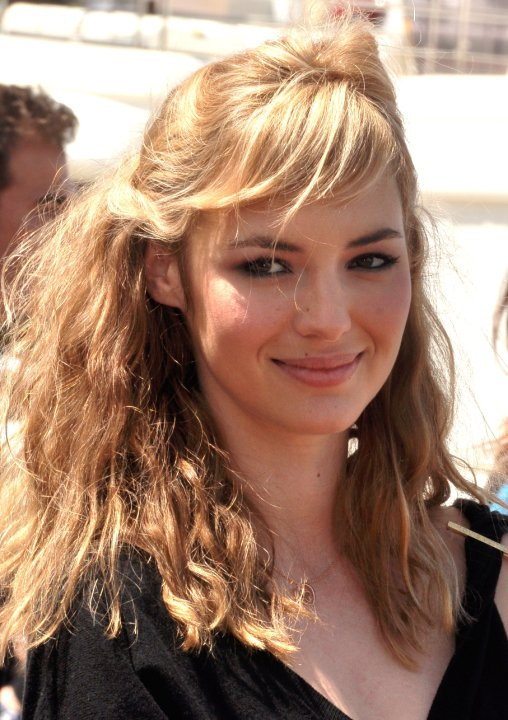
Louise Bourgoin (2006-2008)
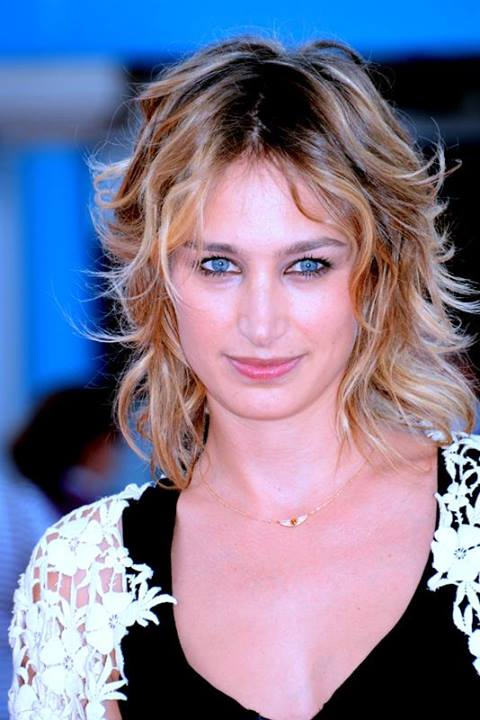
Pauline Lefèvre (2008-2010)
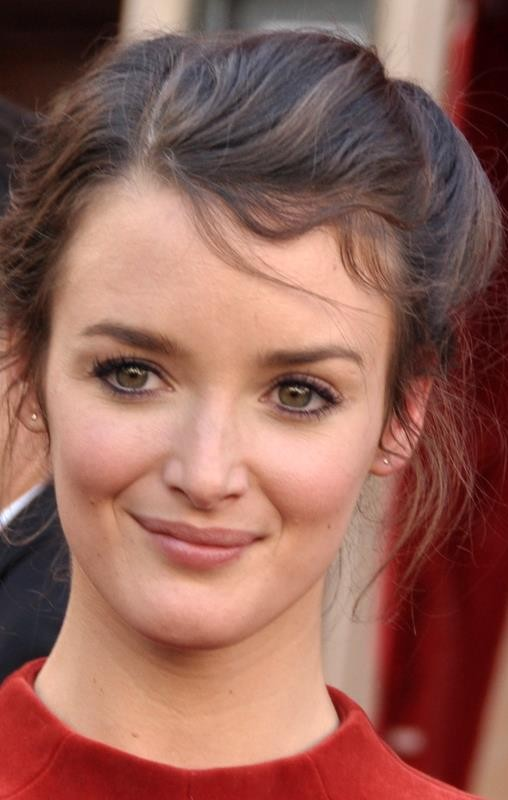
Charlotte Le Bon (2010-2011)
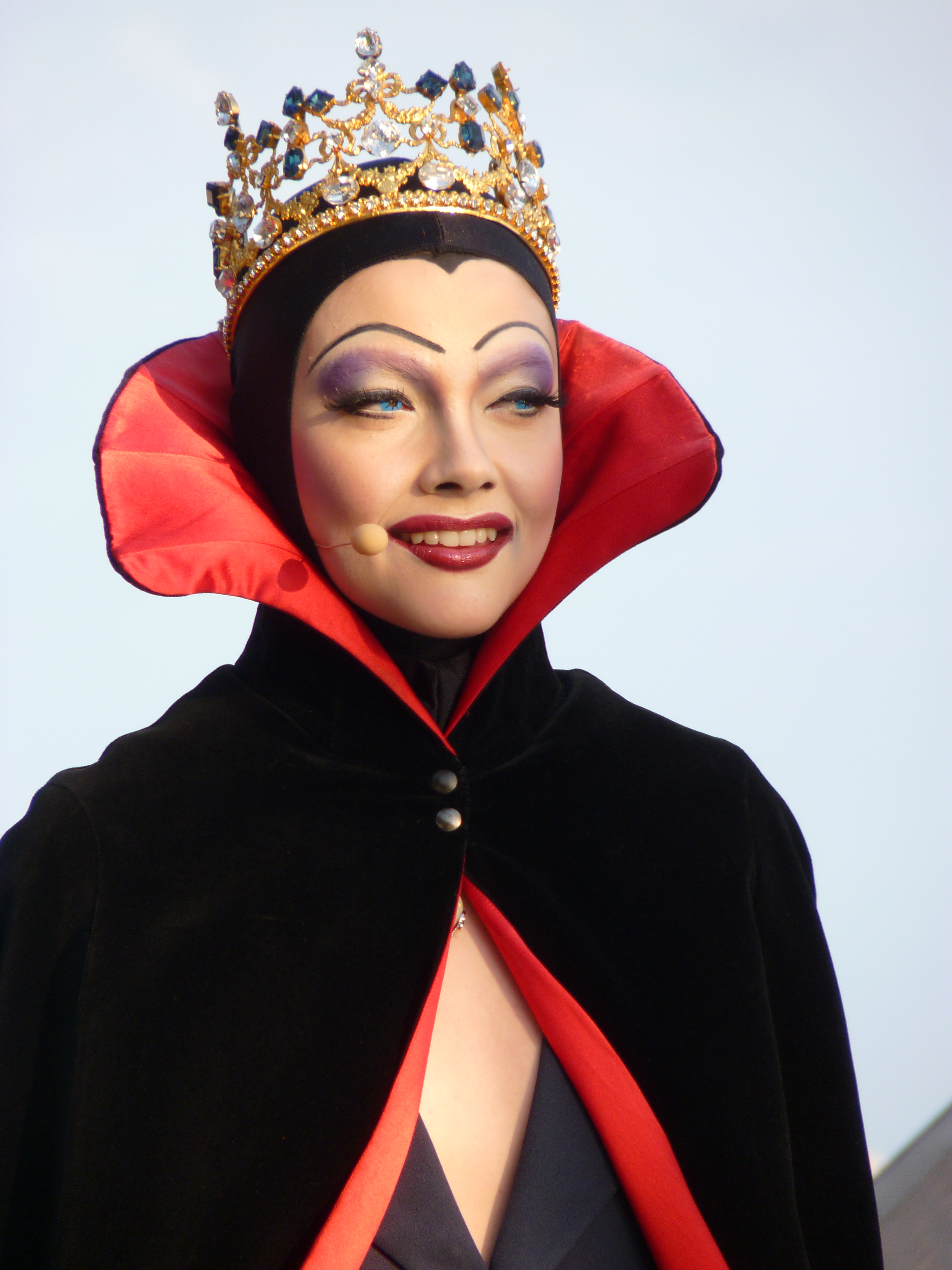
Solweig (2011-2012)
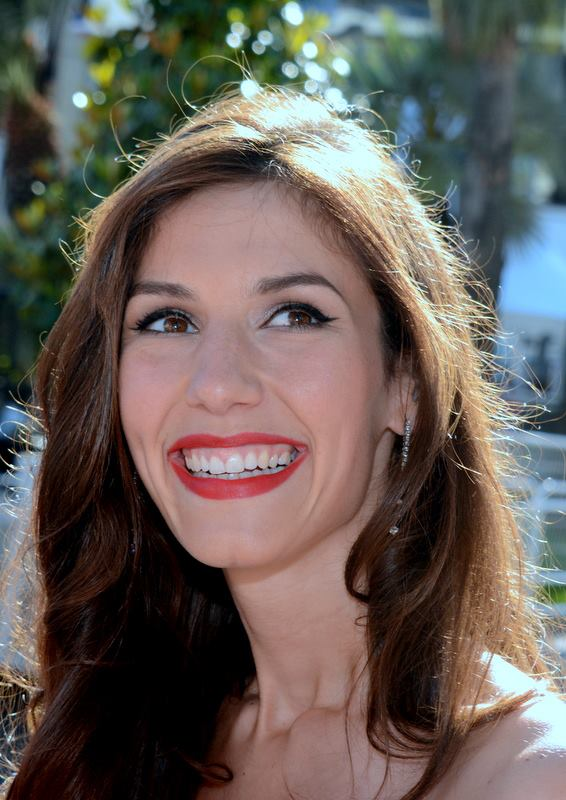
Doria Tillier (2012-2014)
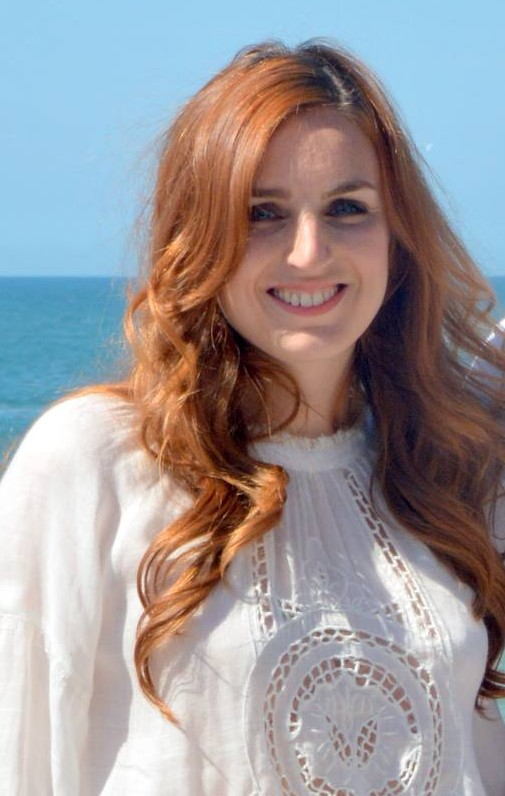
Alison Wheeler (2014-2015)
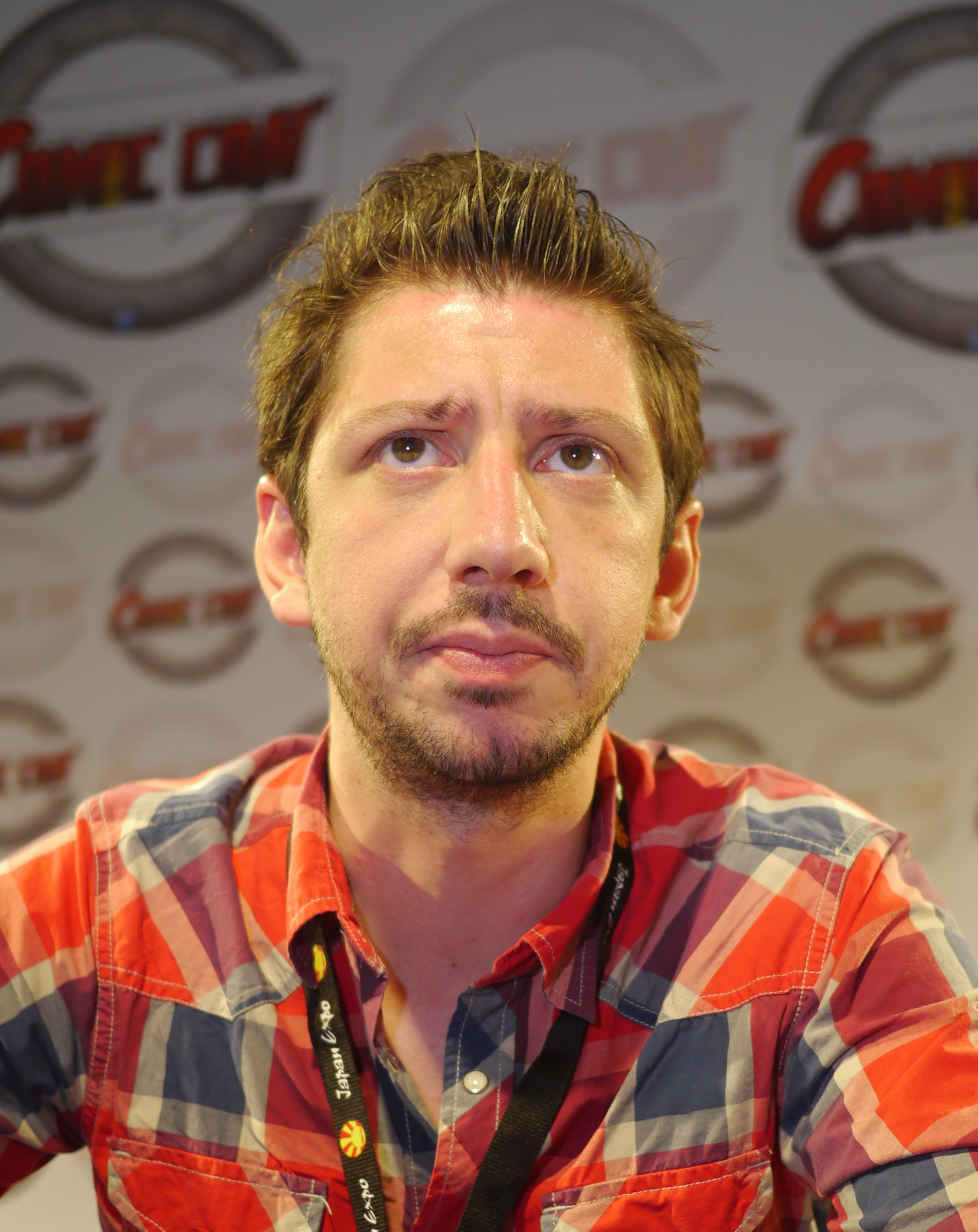
Monsieur Poulpe (2014-2015)

## Enregistrement
- De la première à la onzième saison, l'émission est enregistrée sur le même plateau que Nulle part ailleurs, à savoir le plateau 3 des Studios Rive Gauche, situés dans le 15e arrondissement de Paris, au 85 quai André-Citroën. Le bâtiment a été le deuxième siège du groupe Canal+ à partir de 1992 mais a été revendu en octobre 2004 à Visual TV, ainsi qu'au ministère de la Justice[45]. Le siège a été déménagé à Issy-les-Moulineaux.
- Du lundi au jeudi, la première partie du Grand Journal est en direct et le plus souvent, la seconde partie est pré-enregistrée, vers 18 heures. Ce nouveau dispositif est en place depuis la saison 5 ; toute l'émission ayant été enregistrée avant cette date. Parfois, l'émission est réalisée totalement en direct pour des questions de planning avec les invités. Le vendredi, l'émission est généralement enregistrée en début d'après-midi.
- Lorsque l'émission est enregistrée, le Grand Journal est toujours tourné en une seule prise ou « faux direct ». Généralement aucune modification n'est effectuée en post-production, ce qui procure à l'émission, un caractère authentique et parfois, improvisé.
- Jusqu'en 2015, le décor était permanent et n'était donc pas démonté entre chaque émission. Les tribunes pouvaient accueillir une centaine de personnes du public.
- Lors de la diffusion de « Best-Of », les lancements et transitions de l'émission sont enregistrés en une dizaine de minutes, après le tournage d'une émission habituelle.

## Meilleurs moments

### Politique
- Le 11 avril 2006, c'est lors de la 300e du Grand Journal que la député Ségolène Royal annonce sa probable candidature à l'élection présidentielle de 2007 en répondant à une question de Jamel Debbouze.
- En janvier 2007, le député Arnaud Montebourg invité pour défendre la candidature de Ségolène Royal, déclare que le « plus grand problème de Ségolène, c'est son compagnon » (sous-entendu François Hollande), ce qui lui valut une suspension temporaire du PS et l'embarras apparent de Michel Denisot et de ses chroniqueurs.
- Ségolène Royal a permis au Grand Journal de battre son record d'audience historique le 8 mars 2007. Selon les chiffres de Médiamétrie, 1,6 million de téléspectateurs en moyenne ont suivi la première partie de l'émission, de 19 h 15 à 20 heures (8,3 % de part d'audience). Ils ont ensuite été 2,5 millions à regarder la seconde partie, de 20 h 15 à 21 heures (9,8 % de part d'audience). Selon Canal+, l'émission a connu un pic d'audience de plus de 4,2 millions de téléspectateurs.
- Lors de la campagne pour l'élection présidentielle de 2007, Le Grand Journal a innové en proposant aux candidats François Bayrou, puis Nicolas Sarkozy et Ségolène Royal de devenir le rédacteur en chef de l'émission pour un soir. Ainsi, chacun des candidats a présenté « son » émission, choisissant ses invités et certains des thèmes abordés. Chacune des prestations des candidats a amené, tour à tour, le record d'audience de l'émission.
- L'expérience de rédacteur en chef d'un jour est reconduite le 18 septembre 2008 : cette fois-ci, c'est Carla Bruni-Sarkozy qui est invitée à choisir les invités ainsi que certains des thèmes abordés. Les ministres Fadela Amara et Martin Hirsch, tous deux, comme l'épouse du président de la République, de sensibilité politique plutôt à gauche, sont de la partie.
- Les 3, 4 et 5 novembre 2008, Le Grand Journal s'installe à New York pour suivre l'élection présidentielle américaine[46], dans les studios Kent Gordis Productions, non loin de Madison Square Garden.
- Le 4 novembre 2008 au soir, lors des élections présidentielles américaines, l'équipe du Petit Journal déploie une grande banderole où on peut lire le mot « Cassoulet », qui passe alors en direct sur la chaîne américaine ABC. Ceci provoqua un petit buzz sur la toile, des internautes américains se demandant la signification du mot[47].
- Le 2 juin 2009, une interview exclusive du président américain Barack Obama réalisée par Laurence Haïm, correspondante de Canal+ aux États-Unis, est diffusée[48].
- Le 18 juin 2009, Daniel Cohn-Bendit est la sixième personnalité extérieure au Grand Journal à tenir le rôle de rédacteur en chef pour une soirée.
- Le 30 novembre 2009, l'émission se fait rebaptiser Le Green Journal, pour un numéro spécial consacré à l'écologie, à l'occasion de l'ouverture du Sommet de Copenhague.
- Le 16 décembre 2009, Ali Baddou présente Le Grand Journal en remplacement de Michel Denisot, au palais de l'Élysée pour interviewer en direct Nicolas Sarkozy.
- Le 8 mars 2010, à l'occasion de la journée de la femme, c'est Ariane Massenet qui a présente l'émission.
- Le 15 octobre 2010, l'émission reçoit les trois journalistes Arlette Chabot, Laurence Ferrari et Anne-Sophie Lapix. Celles-ci, de concert avec Jean-Michel Aphatie et Michel Denisot, se moquent du livre de Jean-Luc Mélenchon. Ceci donnera naissance à la fameuse boutade de Mélenchon : « Les trois perruches et leur métronome »[49].
- Pendant la semaine du 10 au 14 janvier 2011, Ali Baddou remplace de nouveau Michel Denisot, celui-ci étant parti en Côte d'Ivoire négocier et obtenir la première interview pour la télévision française de Laurent Gbagbo, président sortant du pays, refusant de quitter le pouvoir[50]. L'absence du présentateur est la raison pour laquelle, le lundi 10, Alain Delon et sa fille Anouchka annulent leur venue quelques heures avant l'émission[51].
- Le 9 mars 2012, l'équipe de l'émission inaugure la première de ses quatre émissions spéciales en vue de l'élection présidentielle de 2012 en recevant Marine Le Pen durant les deux parties de l'émission ainsi que durant le Petit Journal. L'émission dans sa première partie rassemble en moyenne 2 millions de téléspectateurs et 2,6 millions dans la seconde partie[52].
- Le 13 avril 2012, Nicolas Dupont-Aignan attaque les éditorialistes et les journalistes représentés par Michel Denisot et Jean-Michel Aphatie sur leurs salaires.

### Société
- Le 22 novembre 2012, lors d'une émission spéciale consacrée au mal logement et à la fondation Abbé-Pierre, Éric Cantona prend la place de Michel Denisot en tant qu'animateur et est le rédacteur en chef de l'émission du jour.

### Musique
- Le 11 avril 2006, lors de la 300e du Grand Journal, la rappeuse Diam's interprète le titre La Boulette, qui a ambiancé toute l'équipe même Michel Denisot.
- Le 13 mars 2008, après 10 ans de séparation, le groupe Suprême NTM se reforme officiellement sur le plateau du Grand Journal.
- Le 21 mai 2008, le groupe IAM vient interpréter un medley sur le plateau du Grand Journal du Festival à Cannes.
- L'émission a créé l'évènement le lundi 23 février 2009 : le groupe U2 était présent sur le plateau pour interpréter deux lives exceptionnels et répondre aux questions de l'équipe. Ce fut la première fois que le groupe apparaissait dans une émission de télévision française.
- Le 23 avril 2009, Lady Gaga, dont la notoriété est alors naissante dans l'Hexagone, vient pour la première fois chanter à la télévision française.
- Le 14 octobre 2009, le chanteur Prince vient chanter en live, initialement pour deux titres : Dance 4 Me et No More Candy 4 U, mais grâce au public Prince a décidé de chanter deux autres titres plus anciens : 1999 et Controversy. Exceptionnellement l'émission a duré 6 minutes de plus[53]. Il revient le 27 juin 2011, trois jours avant son concert au Stade de France, pour une interview avec son groupe ; il interprètera une reprise de la chanson Jhonny B good de Chuck Berry à la guitare acoustique, puis jouera We Live (2 Get Funky), qui reste inédite à ce jour[54], People Pleaser d'Andy Allo, Peach, Anotherloverholeinyohead, Shhh et D.M.S.R. (cette dernière sera seulement retransmise sur internet)[55].
- Le 2 mars 2015, Madonna est l'invitée exceptionnelle du Grand Journal et la rédactrice en chef de l'émission du jour. Elle assiste aux deux parties de l'émission et interprète deux titres en live de son album Rebel Heart : Living For Love et Ghosttown. C'est la première apparition télé française de la Reine de la Pop en dix ans.
- Le 3 mars 2017, lors de la dernière du Grand Journal, le groupe IAM interprète le titre Monnaie De Singe et également un medley pour clore l'émission après 13 ans d’existence.
- Toujours le 3 mars, Un medley des lives est diffusé après 13 ans d'existence.

### Sport
- Le 28 mars 2008, à la suite du décès la veille du journaliste et commentateur sportif Thierry Gilardi, un hommage lui est rendu en début d'émission. Michel Denisot, submergé par l'émotion, est incapable de continuer l'ouverture de l'émission et passe la parole à Charles Biétry. En résulte un hommage émouvant à un ami de toute l'équipe de la rédaction.
- Le 2 mai 2008, un numéro spécial « Coupe du Monde 98 » en deuxième partie d'émission, enregistré quelques jours plus tôt, est diffusé en compagnie d'Aimé Jacquet et de plusieurs joueurs champions du monde en 1998.

### Cinéma
- Le 10 avril 2008, Dany Boon devient le temps d'une émission « rédacteur en chef », prenant ainsi la place de Michel Denisot. Tout ceci est dû à un pari entre Denisot et Boon qui, en décembre 2007 lors de la promotion du film Bienvenue chez les Ch'tis, proposa à Dany que si son film dépassait les 6 millions d'entrées, il prendrait alors la place de rédacteur en chef.
- Le 16 septembre 2008, Pamela Anderson est invitée de l'émission, mais quitte le plateau brusquement au bout de seulement 10 minutes, profitant d'une partie de danse avec Mouloud Achour. C'est la première fois qu'un invité quitte l'émission prématurément.
- Le 13 septembre 2010, en présence de Gérard Depardieu sur le plateau, un « artiste indépendant » entre sur le plateau. Depardieu lui offre son siège. L'intrus demande alors à Michel Denisot s'il peut faire un live sur le plateau. Le présentateur refuse et l'artiste quitte alors le plateau sans incident[56].

### Charme
- Le 29 octobre 2010, la chroniqueuse météo Charlotte Le Bon et Ali Baddou qui achève une semaine de présentation du Grand Journal en remplacement de Michel Denisot, échangent un baiser durant le générique de fin, se croyant probablement hors antenne. Ce moment est l’aboutissement d'un jeu de séduction de la part de la belle québécoise. Malgré une évidente connivence entre les deux protagonistes, cela ne fut pas sans déstabiliser parfois le présentateur dont certains médias évoquaient qu'il deviendrait le remplaçant attitré de Denisot[57][pas clair].
- Le 27 août 2012, lors du lancement de la saison 9, la nouvelle co-présentatrice Daphné Bürki, apparaît entièrement nue mais floutée lors de la vidéo de lancement[58].

### Divers
- Le 16 février 2010, l'émission fête son 1 000e numéro : la deuxième partie est entièrement consacrée aux moments forts du Grand Journal qui sont condensés dans un zapping de 1 000 secondes.
- Le 28 octobre 2013, ont lieu les retrouvailles sur le plateau entre l'animateur de l'émission, Antoine de Caunes, et l'acteur José Garcia, invité ce jour-là pour faire la promotion de son film Fonzy. C'était la première fois que les deux amis se retrouvaient ensemble à la même heure et au même endroit, depuis qu'ils avaient officié ensemble dans l'émission Nulle part ailleurs sur la même chaîne, vingt ans plus tôt.

Les deux compères se livrèrent à leur (fausse) rivalité, instaurée dix ans plus tôt : le vrai numéro de téléphone de José Garcia fut affiché à l'écran par de Caunes. José Garcia se vengea plus tard en donnant à son tour le numéro de téléphone d'Antoine de Caunes. À la fin de l'émission, Antoine de Caunes, José Garcia et Jango Edwards s’affrontèrent avec des pistolets à peinture et mirent une pagaille monstre sur le plateau, comme à la grande époque de Nulle part ailleurs. Le plateau a tellement été aspergé de peinture que les parois n'ont pu être nettoyées ; il fallut attendre le week-end suivant pour qu'elles soient finalement repeintes.
- Le 30 mai 2016, l'émission se passe sur le plateau du Canal Football Club et non sur le plateau habituel, à cause d'un dégât des eaux à la suite de fortes averses et orages.
- Le 3 mars 2017, une séquence récapitulant les 13 ans de l'émission est diffusé lors de la dernière du Grand Journal.

## Critiques de l'émission
- Ollivier Pourriol, chroniqueur durant la saison 2011-2012, rédige un pamphlet anti Grand Journal, publié en 2013, On/Off. La comédie., dans lequel il dénonce la culture du vide de l'émission[59]. Choqué par la manière de traiter les invités, il parle de « dégoût de soi »[60].
- En 2013, l'essayiste Alain Finkielkraut, déplore « une arrogance absolument fanatique, une bien-pensance en béton armé, une certitude de granit, c’est-à-dire, on se moque toujours des mêmes »[61].
- En novembre 2013, Solweig Rediger-Lizlow revient dans un entretien sur son expérience au Grand Journal, la décrivant comme une année « entre censure permanente et humiliation ». Elle décrit ses collègues comme « des gens hautains et dédaigneux de la classe sociale qu'ils jugeaient inférieurs à eux »[62].
- La saison 10 (2013-2014), marquée par le changement d'animateur (arrivée d'Antoine de Caunes à la présentation) et très attendue, déçoit la presse lors des premiers numéros. Pour L'Express, c’était « décevant », pour Le Figaro, c'était « maigrichon », Le Nouvel Observateur trouve l'émission « regrettable » et reproche sa « banalité » et « l’ennui » ressenti, Le Monde parle de « faux départ », Libération reproche un mauvais concept, des blagues en doublons avec Le Petit Journal et de grosses ficelles[63]. Au bout de quelques semaines, les commentaires deviennent plus bienveillants, jusqu'à ce que la deuxième invitation de Nabilla depuis la rentrée déclenche une nouvelle vague de critiques[64],[65].
- À l'introduction du segment Pendant ce temps, le vidéaste britannique Thomas Ridgewell dit TomSka y a vu un plagiat d'un de ses concepts (série de courts sketches absurdes sur les univers parallèles, lui aussi appelé Pendant ce temps mais en anglais: Meanwhile), mais comme les scénarios de Pendant ce temps étaient originaux, il s'est juste contenté de constater le plagiat sur Twitter, le qualifiant de « flatteur », sans aucune intention de poursuivre l'affaire. Néanmoins, les médias français, déjà critiques de la nouvelle saison de l'émission, ont diffusé son tweet et créé un scandale autour de cette affaire. TomSka a fini par être contacté par un des producteurs du Grand Journal et a reçu une compensation monétaire. Il a également été crédité dans les épisodes ultérieurs de Pendant ce temps[66].
- Le 24 septembre 2015, l'animatrice Maïtena Biraben tient à l'antenne des propos qui créent la controverse, reprenant les affirmations du Front national qui se présente comme « le premier parti de France » et tenant « un discours de vérité »[67].

## Audiences
Au démarrage de l’émission en 2004, l'audience du Grand Journal est d'environ 700 000 téléspectateurs en moyenne chaque soir ; l'audience ne cesse de croitre jusqu’à atteindre une moyenne de 1 700 000 téléspectateurs en 2008-2009 et 2011-2012. Cependant, à partir de 2013, l'émission commence à perdre régulièrement son public, tombant sous la barre des 500 000 téléspectateurs à la fin de la saison 2015-2016. La saison 2016-2017 est pire encore, les audiences moyennes chutant aux alentours des 100 000 téléspectateurs, voire moins.

### Moyenne des audiences par année
| Chaîne | Présentateur      | Saison  | Nombre moyen de téléspectateurs |
| ------ | ----------------- | ------- | ------------------------------- |
| Canal+ | Michel Denisot    | 2004/05 | 700 000                         |
| Canal+ | Michel Denisot    | 2005/06 | 1 000 000                       |
| Canal+ | Michel Denisot    | 2006/07 | 1 300 000                       |
| Canal+ | Michel Denisot    | 2007/08 | 1 400 000                       |
| Canal+ | Michel Denisot    | 2008/09 | 1 700 000                       |
| Canal+ | Michel Denisot    | 2009/10 | 1 600 000                       |
| Canal+ | Michel Denisot    | 2010/11 | 1 600 000                       |
| Canal+ | Michel Denisot    | 2011/12 | 1 700 000                       |
| Canal+ | Michel Denisot    | 2012/13 | 1 500 000                       |
| Canal+ | Antoine de Caunes | 2013/14 | 1 300 000                       |
| Canal+ | Antoine de Caunes | 2014/15 | 1 100 000                       |
| Canal+ | Maïtena Biraben   | 2015/16 | 600 000                         |
| Canal+ | Victor Robert     | 2016/17 | 100 000                         |

Légende :
- Le plus haut chiffre d'audience
- Le plus bas chiffre d'audience

### Quelques audiences détaillées
| Chaîne | Présentateur      | Date de diffusion | Invité                            | Audience moyenne          | Audience moyenne | Références        |
| Chaîne | Présentateur      | Date de diffusion | Invité                            | Nombre de téléspectateurs | PDM              | Références        |
| ------ | ----------------- | ----------------- | --------------------------------- | ------------------------- | ---------------- | ----------------- |
| Canal+ | Michel Denisot    | 30 août 2004      | Gad Elmaleh                       | 539 200                   | 3,7 %            | [ 70 ]            |
| Canal+ | Michel Denisot    | 23 juin 2010      | Stéphane Guillon                  | 1 728 000                 | 11,2 %           | [ 71 ]            |
| Canal+ | Michel Denisot    | 22 mars 2011      | Marine Le Pen                     | 2 200 000                 | 11 %             | [ 72 ]            |
| Canal+ | Michel Denisot    | 19 septembre 2011 | Tristane Banon                    | 2 100 000                 | 10,3 %           | [ 73 ]            |
| Canal+ | Michel Denisot    | 19 novembre 2012  | Johnny Hallyday                   | 2 300 000                 | 8,8 %            | [réf. nécessaire] |
| Canal+ | Antoine de Caunes | 14 janvier 2015   | Fadela Amara                      | 1 548 000                 | 7,4 %            | [ 74 ]            |
| Canal+ | Antoine de Caunes | 19 mars 2015      | Daniel Cohn-Bendit                | 1 570 000                 | 7,9 %            | [ 75 ]            |
| Canal+ | Maïtena Biraben   | 25 septembre 2015 | Bernard Pivot                     | 457 000                   | 2,8 %            | [ 76 ]            |
| Canal+ | Maïtena Biraben   | 21 janvier 2016   | Albert Dupontel                   | 403 000                   | 2,4 %            | [ 77 ]            |
| Canal+ | Maïtena Biraben   | 22 février 2016   | Thierry Lhermitte, Bernard Campan | 697 000                   | 3,2 %            | [ 78 ]            |
| Canal+ | Maïtena Biraben   | 2 mars 2016       | Best-of                           | 420 000                   | -                |                   |
| Canal+ | Maïtena Biraben   | 4 mars 2016       | Best-of                           | 357 000                   | 1,8 %            |                   |
| Canal+ | Maïtena Biraben   | 17 juin 2016      | Florian Philippot                 | 396 000                   | 2,3 %            | [ 80 ]            |
| Canal+ | Victor Robert     | 9 septembre 2016  | Jonah Hill                        | 187 000                   | 1,1 %            | [réf. nécessaire] |
| Canal+ | Victor Robert     | 13 septembre 2016 | Laetitia Casta                    | 144 000                   | 0,7 %            |                   |
| Canal+ | Victor Robert     | 15 septembre 2016 | André Dussollier                  | 119 000                   | 0,6 %            |                   |
| Canal+ | Victor Robert     | 22 septembre 2016 | Salomé Lelouch                    | 103 000                   | 0,5 %            | [ 81 ]            |
| Canal+ | Victor Robert     | 25 octobre 2016   | Nathalie Kosciusko-Morizet        | 89 000                    | 0,5 %            | [ 82 ]            |
| Canal+ | Victor Robert     | 7 février 2017    | Franck Ferrand, Olivia Ruiz       | 73 000                    | 0,4 %            | [ 83 ]            |
| Canal+ | Victor Robert     | 3 mars 2017       | IAM (Dernière)                    | 196 000                   | 0,85 %           | [ 84 ]            |

Légende :
- Le plus haut chiffre d'audience
- Le plus bas chiffre d'audience

### Records d'audience
- Le 23 octobre 2008, selon l'institut Médiamétrie[85], Le Grand Journal, qui invite Johnny Hallyday, aurait connu un pic d'audience 4,8 millions de téléspectateurs, un record historique pour l'émission.
- À l'occasion des 20 ans des Guignols de l'info, Le Grand Journal reçoit le lundi 16 mars 2009 l'équipe et les marionnettes pour une émission spéciale. L'émission connaît un pic d'audience de 5 millions de téléspectateurs, constituant un nouveau record historique[86].